# Belle Prairie Township (Illinois)
Pour les articles homonymes, voir Belle Prairie Township.
Belle Prairie Township est un township du comté de Livingston dans l'Illinois, aux États-Unis,.

## Source de la traduction
- (en) Cet article est partiellement ou en totalité issu de l’article de Wikipédia en anglais intitulé « Belle Prairie Township, Livingston County, Illinois » (voir la liste des auteurs).